# 朝拝町
朝拝町（ちょうはいちょう）は、愛知県名古屋市南区の地名。

## 歴史

### 町名の由来
呼続町の字朝拝に由来するという。

### 沿革
- 1943年（昭和18年）
  - 1月15日 - 南区呼続町の一部により、同区朝拝町が成立する[3]。
  - 9月20日 - 南区呼続町の一部が編入される[3]。
- 1946年（昭和21年）11月11日 - 南区呼続町の一部が編入される[3]。
- 1984年（昭和59年）1月15日 - 一部が南区菊住二丁目に編入される[3]。
- 1986年（昭和61年）9月16日 - 残部が南区呼続元町に編入され消滅[3]。